# 3079 Шилер
3079 Шилер (енгл. 3079 Schiller) је астероид главног астероидног појаса чија средња удаљеност од Сунца износи 2,684 астрономских јединица (АЈ).
Апсолутна магнитуда астероида је 13,3.